# Campus de São Paulo da Universidade Federal de São Paulo
O campus São Paulo da Universidade Federal de São Paulo é composto pela pela Escola Paulista de Medicina (EPM) e pela Escola Paulista de Enfermagem (EPE). A EPM, fundada em 1933, foi o segundo curso médico do Estado de São Paulo, sendo inicialmente uma entidade privada que tempos depois, em 1956, viria a ser federalizada. Em 14 de julho de 2017, a Prefeitura de São Paulo, por meio do despacho  Nº317/2017, reconheceu o Campus São Paulo como Complexo de Saúde, Educação em Saúde e Pesquisa em Saúde.
A Escola Paulista de Medicina abriga 7 cursos: Biomedicina, Fonoaudiologia, Medicina, Tecnologia Oftálmica, Tecnologia em Informática e Saúde e Tecnologia em Radiologia. A Escola Paulista de Enfermagem abriga o curso de enfermagem. A Universidade Federal de São Paulo foi criada em  26 de dezembro de 1994 pela lei lei n. 8.957 de 15 de dezembro do mesmo ano. As atividades do campus se desenvolvem, em sua maioria, no bairro da Vila Clementino, zona sul de São Paulo.

## Histórico
O Campus São Paulo (CSP) da Universidade Federal de São Paulo foi fundado em 2011 pelo Estatuto da Unifesp (a universidade, na época, estava em grande processo de expansão pelo programa REUNI). As unidades então pertencentes ao Campus foram a Escola Paulista de Medicina (1933) e a Escola Paulista de Enfermagem (1939). Vinculado ao CSP, há a Extensão Universitária localizada em Santo Amaro (zona sul da capital paulista), com intuito de fornecer qualificação profissional e atividades culturais para a população local.
Além da parte de Ensino, há o desenvolvimento de pesquisas e serviços assistenciais. Por concentrar cursos da área da saúde, o Campus São Paulo possui diversas estruturas que colaboram com o seu funcionamento, incluindo hospitais, serviços ambulatoriais e prédios de pesquisa. O campus possui a Biblioteca Central (anteriormente denominada BIREME - Biblioteca Regional de Medicina) que futuramente será o Centro Cultural em Saúde da Unifesp. A BIREME foi criada em 1967 por meio de um convênio entre a Organização Panamericana de Saúde (OPAS) e o Governo Brasileiro por meio do Ministério da Saúde e Educação, Secretaria de Saúde do Estado de São Paulo e Escola Paulista de Medicina.

## Ensino e Pesquisa
A Escola Paulista de Medicina e a Escola Paulista de Enfermagem são reconhecidas pela qualidade de seus cursos, tanto em rankings internacionais   (QS Rankings e Times Higher Education) como em Rankings nacionais (Folha e Estadão). A EPM e a EPE possuem mais de 36 programas de pós-graduação (mestrado, doutorado e mestrado profissional) com 2.800 alunos. Além disso, há a residência médica e multiprofissional, com mais de 96 programas médicos e 9 programas multiprofissionais, totalizando aproximadamente 1400 residentes. A residência médica na EPM é referência no Brasil, sendo uma das primeiras a ser criada no país.
A Escola Paulista de Medicina é composta por 24 departamentos: Biofísica, Bioquímica, Cirurgia, Dermatologia, Diagnóstico por Imagem, Farmacologia, Fisiologia, Fonoaudiologia, Ginecologia, Informática em Saúde, Medicina, Medicina Preventiva, Microbiologia Imunologia e Parasitologia, Morfologia e Genética, Neurologia e Neurocirurgia, Obstetrícia, Oftalmologia, Oncologia Clínica e Experimental, Ortopedia e Traumatologia, Otorrinolaringologia e Cirurgia de Cabeça e Pescoço, Patologia, Pediatria, Psicobiologia e Psiquiatria. A Escola Paulista de Enfermagem é composta por 4 departamentos: Enfermagem Clínica e Cirúrgica, Administração e Saúde Coletiva, Enfermagem Pediátrica e Enfermagem na Saúde da Mulher.

## Infraestrutura
O campus São Paulo utiliza diversos prédios e construções a fim de fornecer o serviço assistencial, educacional e científico. Seu complexo engloba:

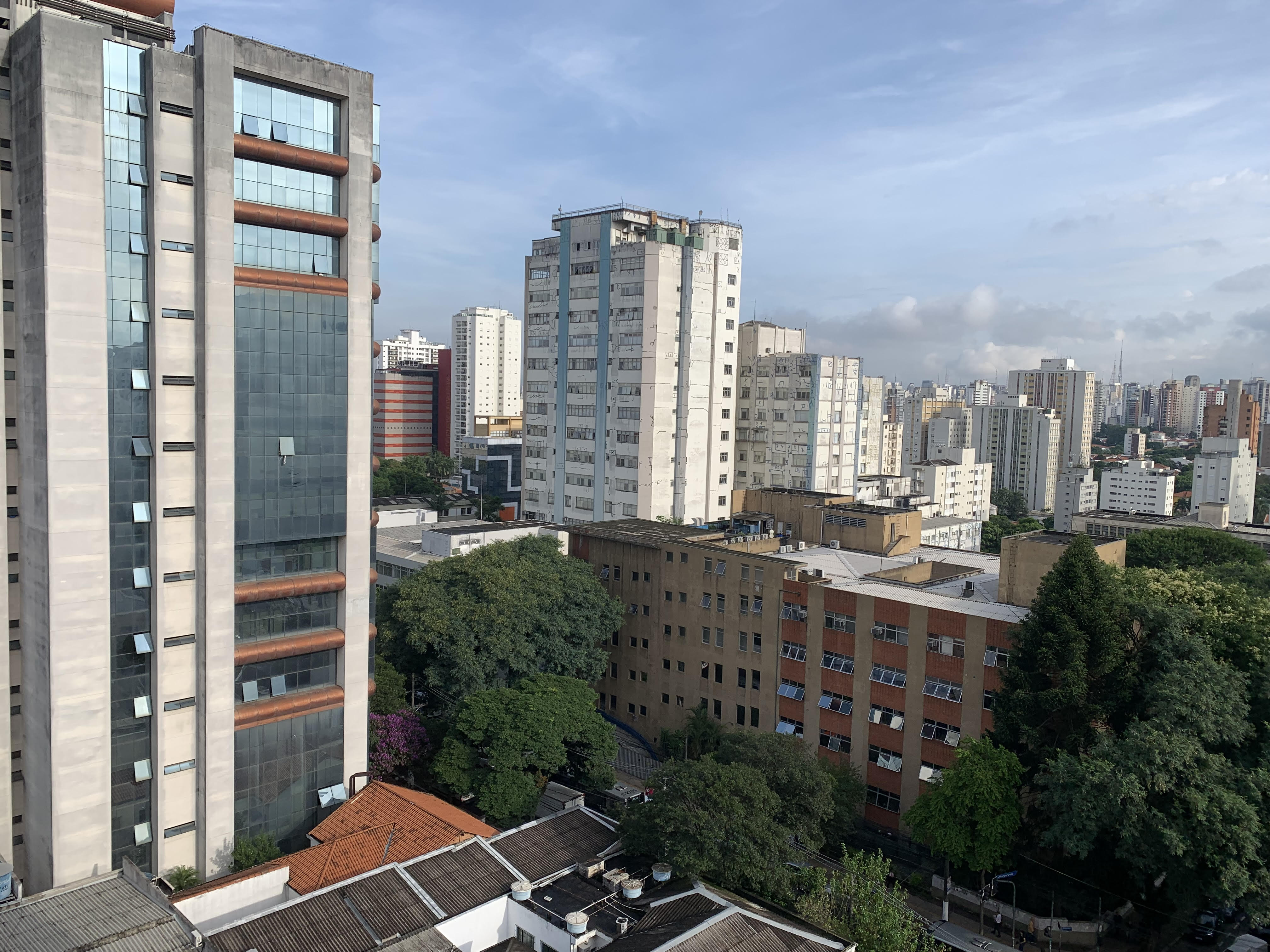
Vista parcial do CSP: à esquerda está o Edifício de Pesquisa II (Nestor Schor). No centro está localizado o Hospital São Paulo e ao fundo está o Hospital do Rim. À direita está o Edifício Octávio de Carvalho

- Edifício Octavio de Carvalho: prédio assistencial e de ensino (salas de aula e centro de simulação)
- Edifício Leitão da Cunha: abriga a direção da EPM, salas de aula, anfiteatro e laboratório de anatomia
- Edifício Lemos Torres: abriga salas de aula, laboratórios e o departamento da Patologia
- Laboratório de Técnica Cirúrgica
- Edifício de Pesquisa I (Horácio K. Melo): pesquisa
- Edifício de Pesquisa II (Nestor Schor): pesquisa
- Edifício de Ciências Biomédicas: pesquisa
- Edifício Leal Prado: pesquisa
- Edifício Ribeiro do Valle (INFAR - Instituto de Farmacologia e Biologia Molecular UNIFESP)
- Hospital São Paulo: assistencial e ensino (graduação, residência, pós-graduação)
- Hospital do Rim e Hipertensão: assistência, pesquisa e ensino
- GRAACC: parceria técnico-científica vinculado ao Departamento de Pediatria da Escola Paulista de Medicina
- Centro Cultural em Saúde da Unifesp (biblioteca)
- Amparo Maternal: parceria com a SPDM
- Hospital Universitário 2 (HU2): assistencial e ensino
- Hemocentro da Unifesp - Hospital São Paulo: ensino e assistencial
- Associação Atlética Acadêmica Pereira Barretto (AAAPB)
- Diretório Central dos Estudantes (DCE - Unifesp)
- Ambulatórios espalhados pela Vila Clementino
- CAISM Vila Mariana (Centro de Atenção Integrada à Saúde Mental): assistência, ensino e pesquisa
- Centro de Traumato-Ortopedia do Esporte (CETE) - Unifesp